# Teil des Kesselshofs

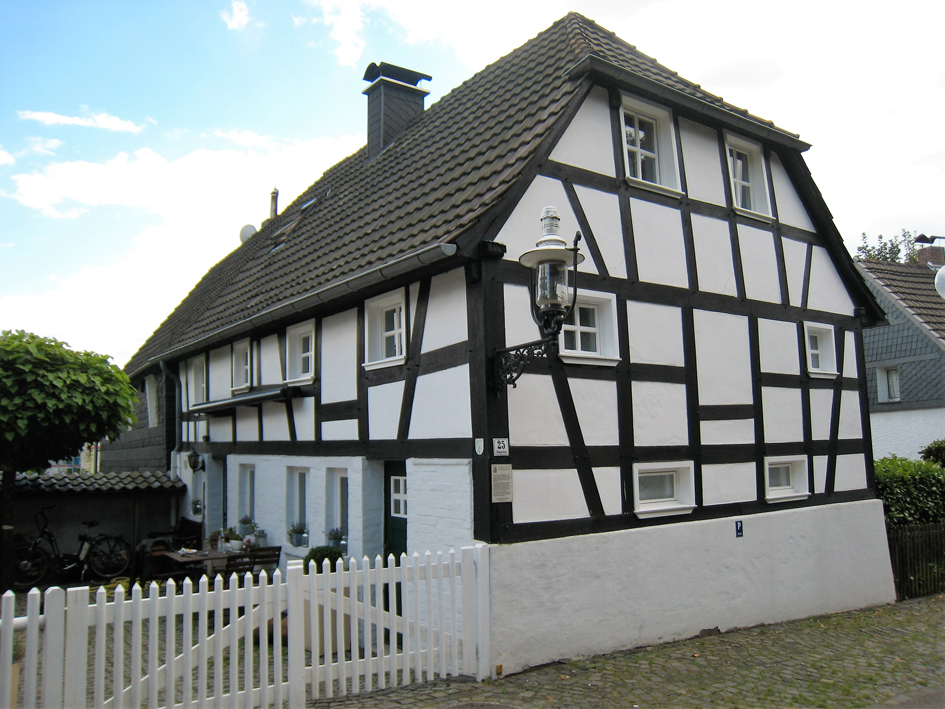
Haus Burggraben 25

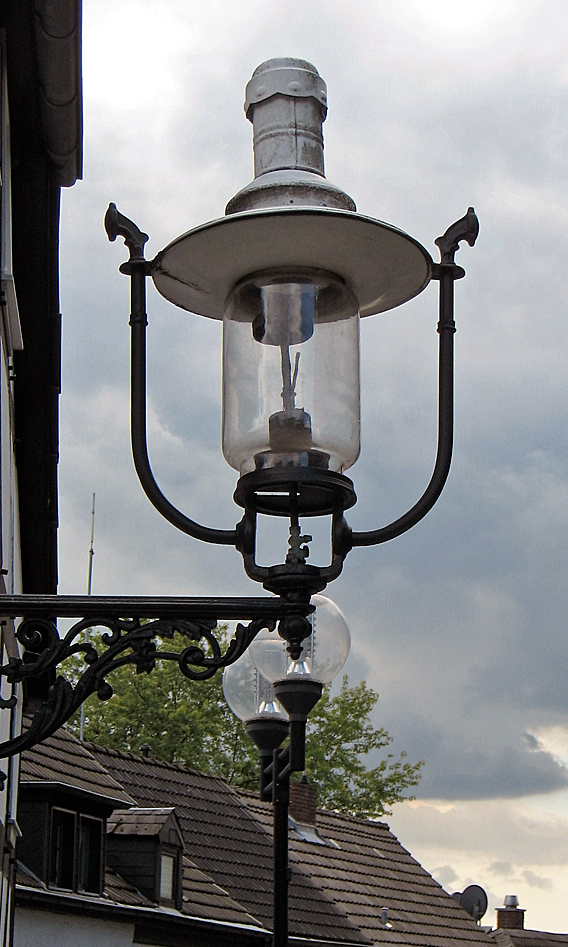
Alte Gaslaterne an der Vorderfront

Das Haus Burggraben 25 ist ein Teil des Kesselshofs im Stadtteil Bensberg von Bergisch Gladbach. Der Kesselshof bestand aus mehreren Gebäuden am Burggraben 9–25a. Um 1700 waren sie im Besitz der ritterbürtigen Familie von Bottlenberg, die auch Kessel genannt wurde. Sie waren herzogliche Finanzbeamte im Amt Porz. Bereits im 12. Jahrhundert waren sie Ministeriale des ersten bergischen Grafenhauses. Im 13. Jahrhundert waren sie Burgmannen auf der Burg Bensberg. Im Preußischen Urkataster wird 1827 ein anderthalb-geschossiges Fachwerkhaus Nr. 25 im Besitz des Schneiders Mathias Bachem aufgeführt. Für das Jahr 1910 wird das Haus dem Besitz des Fuhrunternehmers Peter Gerhard Ommer zugeschrieben.
Auffällig ist eine Gaslaterne aus der ersten Hälfte des 20. Jahrhunderts, die als Schmuck an der Frontseite des Hauses angebracht ist.

## Baudenkmal
Das Gebäude ist als Baudenkmal Nr. 104 in die Liste der Baudenkmäler in Bergisch Gladbach eingetragen.